# Rusiate Namoro
Rusiate Namoro (* 1966 in Naitasiri) ist ein ehemaliger fidschianischer Rugbyspieler. Er nahm 1987 mit der fidschianischen Rugby-Union-Nationalmannschaft an der Rugby-Union-Weltmeisterschaft teil.
Namaro gab sein Debüt für Fidschi im August 1982 gegen Samoa. Er war Teil der Tour in Australien im Jahr 1985, doch wurde er Teilweise dort auf Grund von Schulterschmerzen durch Sairusi Naituku ersetzt. Seine beiden Einsätze gegen Argentinien und Frankreich bei der Weltmeisterschaft 1987 waren seine letzten Auftritte für die Nationalmannschaft.